# Aprendizaje basado en el diseño

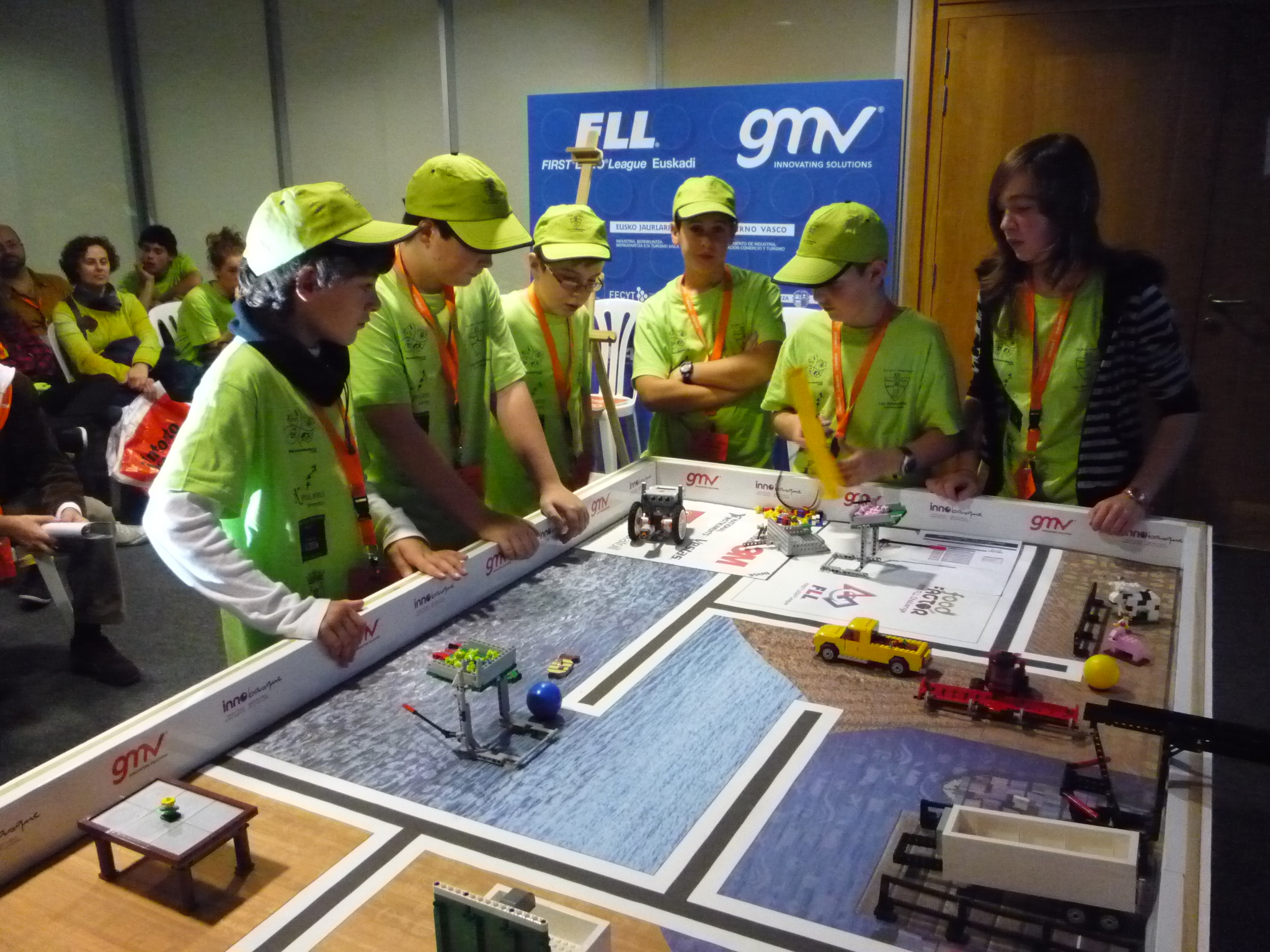
Las competencias de robótica son un ejemplo de ABD

El aprendizaje basado en el diseño (ABD o DBL, Design-based learning), es una forma de enseñanza reflexiva, o pedagogía, basada en la integración del pensamiento propio del diseño y del proceso de diseño en la sala de clases.   Espacios de aprendizajes basados en el diseño pueden ser encontrados a través de varias disciplinas, incluyendo aquellas tradicionalmente asociadas al diseño (e.g. artes, arquitectura, ingeniería, diseño de interiores, diseño gráfico), como también aquellas que no son normalmente relacionadas con el diseño (ciencia, tecnología, negocios, humanidades). ABD, como también aprendizaje basado en proyectos y aprendizaje basado en problemas, es usada para enseñar habilidades tales como comunicación y colaboración y fomentar el aprendizaje profundo.

El aprendizaje profundo es fomentado cuando los estudiantes diseñan y crean un artefacto que requiere comprensión y aplicación del conocimiento.  El ABD apoya el proceso de Iteración mientras los estudiantes crean, evalúan, y rediseñan sus proyectos.  La complejidad del trabajo a menudo requiere colaboración y roles especializados, proveyendo a los estudiantes con la oportunidad de convertirse en "expertos" en un área particular.  El diseño de proyectos requiere que los estudiantes establezcan metas y restricciones, generen ideas, y creen prototipos a través de un Guion gráfico u otras técnicas de representación.  Las competencias de Robótica en escuelas son una popular actividad de aprendizaje basado en el diseño, en las cuales los equipos de estudiantes diseñan, construyen y luego controlan a sus robots en retos competitivos. 
El aprendizaje basado en el diseño fue desarrollado en los 1980s por Doreen Nelson, profesor perteneciente a la Universidad Estatal Politécnica de California y al Art Center College of Design. Sus descubrimientos sugieren que la resolución de problemas kinésicos ayudan a los estudiantes a adquirir, retener y sintetizar información en formas prácticas.

## Proceso de diseño
El proceso de diseño es un proceso iterativo que tiene varios pasos consecutivos:
- investigar el contexto
- identificar necesidades
- desarrollar un criterio
- generar alternativas
- seleccionar una alternativa
- prototipar/probar
- producir
- evaluar

Un enfoque similar es el Modelo ADDIE de Diseño instruccional, un framework de procesos genéricos usado por los diseñadores instruccionales.  Representa una guía descriptiva con cinco fases distintas:
- Análisis
- Diseño
- Desarrollo
- Implementación
- Evaluación

## Diferencias con otros métodos
La diferencia principal con otros métodos de aprendizaje como el Aprendizaje basado en proyectos o Aprendizaje basado en problemas, es el hecho que en el ABD el estudiante es presentado con un contexto, con el cual debe hacerse las preguntas necesarias para encontrar y solucionar problemas.  En cambio en el aprendizaje basado en proyectos, el profesor plantea las metas y problemas a resolver, al igual que en el aprendizaje basado en problemas.

## Resultados
Se han observado beneficios a partir del aprendizaje basado en el diseño, incluyendo aprendizaje basado en el estudiante donde estos (a menudo) identifican las necesidades de sus proyectos, desarrollan sus propias ideas, y se involucran en un rango más amplio de pensamiento que con el método tradicional de investigación guiada. Los resultados del estudio de 2008 hecho por Mehalik encontraron mejoras significativas en el rendimiento de los estudiantes usando el modelo de ABD comparadas con el modelo de investigación guiada. Un estudio de 1991 sugiere que el ABD tiene el potencial de incrementar el deseo de los estudiantes por aprender, aumentar el rendimiento en las clases de ciencia, y aumentar el interés en temas científicos.  Se observó a los estudiantes involucrados en ABD y los estudiantes de bajo rendimiento fueron capaces de explicar conceptos a mayor nivel que los previamente observados por su profesor.  Experiencia profunda en actividades de diseño y creación de resultados significativos en tecnología fueron observados en términos del producto final, documentación y reflexión.
Beneficios significativos de implementar ABD han sido observado en las áreas de matemática y ciencia.  La investigación ha encontrado que los estudiantes que participan en proyectos de aprendizaje basado en el diseño tienen un entendimiento más sistemático de las partes y funciones de un sistema que los grupos de control.
Un estudio del 2000 encontró que el proyecto de diseño llevó a mejores resultados de aprendizajes e incluyó un aprendizaje más profundo que el enfoque tradicional de aprendizaje. Los investigadores también notaron que los estudiantes desarrollaron mejor comprensión de sistemas complejos. El estudio encontró que usando ABD, tanto los estudiantes de alto rendimiento como los de bajo rendimiento mostraron fuerte evidencia de progreso en el aprendizaje de los conceptos objetivos, los estudiantes fueron capaces de aplicar conceptos claves en sus trabajos, y hubo efectos positivos en la motivación y sentido de propiedad sobre el producto del trabajo por ambos grupos y estudiantes individuales.

## Implementación
La enseñanza de las habilidades para el siglo XXI es más efectiva cuando los profesores ganan experiencia tanto en la práctica como en la enseñanza de estas habilidades, en efecto aprender exitosamente las áreas de: comunicación y colaboración entre profesores y con los estudiantes; ser flexible con las nuevas dinámicas de la clase; fomento de aprendizaje independiente del estudiante; adaptar la enseñanza y estilos de aprendizajes a nuevos enfoques pedagógicos.
Los retos de implementar el aprendizaje basado en el diseño incluyen el desarrollo de las habilidades de los instructores:
- la habilidad del profesor para seleccionar temas y actividades que apoyen, y se beneficien de, distintos puntos de vista y las experiencias de los estudiantes con el mundo real
- seleccionar estudiantes que trabajarán correctamente estando juntos
- establecer reglas básicas efectivas para asegurar igualdad de oportunidades para participar
- alentar múltiples estrategias para fomentar la participación completa de todos los miembros de un grupo de equipo